# Носители на орден „Свети Александър“ шеста степен
Това е списък на наградените с орден „Свети Александър“ шеста степен. Орденът представлява сребърен кръст. Кръстът е изработен от сребрист метал без емайл, носи се на гърдите на червена триъгълна лента, няма звезда.

## Списък

### А
- Георги Анастасов, фелдфебел от 27-и пехотен чепински полк (1914)
- Димитър Ангелов, механик във Въздухоплавателното отделение (1921)
- Тодор Анастасов, фелдфебел в 38-а пехотна одринска дружина (1921)
- Васил Андреев, кондуктор при техническия участък в Радомир (1921)
- М. Андонов, началник на хранителния пункт в Радомир (1922)
- Лука Ангелов, полицейски пристав при Бабунарското околийско управление (1928)
- Кузман Атанасов, майстор-строител в София (1929)
- Теофил Аврамов, майстор-строител в София (1929)
- Иван Андонов, поборник от Пловдив (1929)

### В
- Величко Спасов, четник на ВМРО (1942)

### Г
- Гавраил Костов Димитров, земеделски стопанин, тогавашна Шуменска област (1937)

### Ж
- Петър Желязков, председател на дружество Христо Ботев във Враца (1923)[1]
- Жечо Крайчев Жечев, фелдфебел в 7-и пехотен Преславски полк (1935)[2]

### Т
- Траян Стойчев, четник на ВМРО (1942)